# Yên Mỹ, Lạng Giang
Yên Mỹ là một xã thuộc huyện Lạng Giang, tỉnh Bắc Giang, Việt Nam.
Xã Yên Mỹ có diện tích 6,99 km², dân số năm 2020 là 17.650 người, mật độ dân số đạt 2525 người/km².